# Maika Etxekopar
Maika Etxekopar (Gotein-Libarrenx, Francia; 1987) es una dramaturga, cantante y música francesa.

## Biografía
Se dio a conocer como integrante del grupo coral Amaren Alaba. Desde 2012 forma parte de la compañía teatral Le Petit Théâtre de Pain, grupo con el que ha protagonizado la primera versión de Hamlet en euskera.

## Discografía
- 2015 Euskal Barrokensemble, Enrike Solinís - Euskel Antiqva (Le Legs Musical Du Pays Basque) Alia Vox AV9910
- 2017 Astea Eta Otsoa Oihaneko Zühainetan - Oihaneko Zühainetan, Point Du Jour
- 2019 Jupiter Jon + Amaren Alabak - Barkoxeko Gatü Jaleen Kantorea, (Jupiter Jon Self-released)[8][9]